# Way to answer
「way to answer」（ウェイ・トゥ・アンサー）は、fripSideの楽曲。自身の通算6作目のシングルとして2011年12月14日にジェネオン・ユニバーサルから発売された。

## 概要
前作「Heaven is a Place on Earth」から約3か月ぶりのシングルリリースとなる。
本曲は、2011年12月8日発売のPSP用ゲームソフト『とある科学の超電磁砲』のオープニングテーマであり、sat曰く「ワイルドさを持ちながらもスピード感あふれる楽曲に仕上げた」とのこと。南條も「新しい方向性を打ち出した楽曲だな」、「御坂美琴が持つ、まっすぐ突き進んでいく感情と重なる想いを感じた」と語っている。fripSideが『とある科学の超電磁砲』のオープニングテーマを担当するのは、第2期以降の1stシングル「only my railgun」、2ndシングル「LEVEL5-judgelight-」、3rdシングル「future gazer」に続き、今回で4作目となった。
PVやアーティスト写真は、長野県北佐久郡軽井沢町にある浅間モーターロッジで撮影された。『とある科学の超電磁砲』のタイアップという事もあり、「only my railgun」「LEVEL5-judgelight-」や「future gazer」に作風が似ている。また、高木ブーとマギー一門であるマギー利博が出演している。
シングルは、これまでの作品と同じく初回限定盤と通常盤の2種形態でのリリース。初回限定盤には本曲のPVとメイキング映像を収録したDVDが同梱されている。ジャケットには、前記の3作と同じく『とある科学の超電磁砲』の登場キャラクターである白井黒子と御坂美琴が描かれている。
シングルのカップリング曲「last fortune」は、2012年1月27日に発売のPCゲーム『ティンクル☆くるせいだーす -Passion Star Stream-』の主題歌となっており、同ゲームの世界観を詰め込んだ楽曲で、南條曰く「空間を活かした壮大な印象を抱かせる楽曲」とのこと。表題曲・カップリングと両楽曲にタイアップがつくのは3rdシングル「future gazer」以来2作ぶりとなった。

## 収録曲
（全作詞：yuki-ka・八木沼悟志、作曲：八木沼悟志）
CD
1. way to answer [4:46]
  - 編曲：八木沼悟志
  - PSP用ソフト『とある科学の超電磁砲』オープニングテーマ
2. last fortune [4:56]
  - 編曲：八木沼悟志・川﨑海
  - PCゲーム『ティンクル☆くるせいだーす -Passion Star Stream-』主題歌
3. way to answer（instrumental）
4. last fortune（instrumental）

DVD（初回限定盤のみ）
1. way to answer PV
2. MAKING
3. SPOT In Stores Now ver.
4. SPOT Special ver.

## 参加ミュージシャン
fripSide
- 八木沼悟志：Synthesizer & Programming (全曲)
- 南條愛乃：Vocal (#1,2)

Additional Musician
- a2c：Guitar (#1,3)
- 戸口田隆広 : Guitar (#2,4)

## 収録アルバム
- Decade (#1)